# Киричков Леонтій Федорович
Леонтій Федорович Киричков(1886 — ?) — радянський діяч, голова виконавчого комітету Конотопської окружної ради. Член Центральної Контрольної Комісії КП(б)У з травня 1924 по грудень 1925 року. Член ВУЦВК.

## Життєпис
У революційному русі з 1909 року. Член РСДРП(б) з 1917 року.
У 1918—1920 роках — командир збройних загонів у Червоній армії, учасник Громадянської війни в Росії.
У 1920 році — голова виконавчого комітету повітової ради.
У 1922—1923 роках — голова Миколаївської губернської Ради Народного Господарства (РНГ).
На 1924 рік — на відповідальній роботі в Чернігівській губернії.
У 1925—1926 роках — голова виконавчого комітету Конотопської окружної ради робітничих, селянських та червоноармійських депутатів; одночасно голова Конотопської міської ради.
У 1929—1930 роках — заступник голови Нижньо-Волзької крайової контрольної комісії ВКП(б) — заступник начальника Управління робітничо-селянської інспекції Нижньо-Волзького краю в місті Саратові.
З 1930 по 1931 рік навчався на курсах марксизму-ленінізму при ЦК ВКП(б) у Москві.
У 1932 — липні 1933 року — директор групи металургійних заводів міста Викса Нижньогородського (з жовтня 1932 року — Горьковського) краю.
У серпні 1933 — березні 1934 року — уповноважений Народного комісаріату важкої промисловості СРСР по Середньоволзькому краю в місті Самарі.
З березня 1934 по 1935 рік — завідувач «Крайпроєктбюро» Управління уповноваженого Народного комісаріату важкої промисловості СРСР по Середньоволзькому краю в місті Самарі (Куйбишеві).
У жовтні 1935 — грудні 1936 року — керуючий Куйбишевською крайовою проєктною конторою «Крайпроєкт».
До липня 1937 року — керуючий Куйбишевською проєктною конторою «Облпроєкт».
У липні 1937 року Ленінським районним комітетом ВКП(б) міста Куйбишева Леонтію Киричкову оголошено сувору догану із занесенням до облікової картки. Ухвалено рішення просити Куйбишевський обласний комітет ВКП(б) про зняття його з роботи. Подальша доля невідома.